# Shurijo

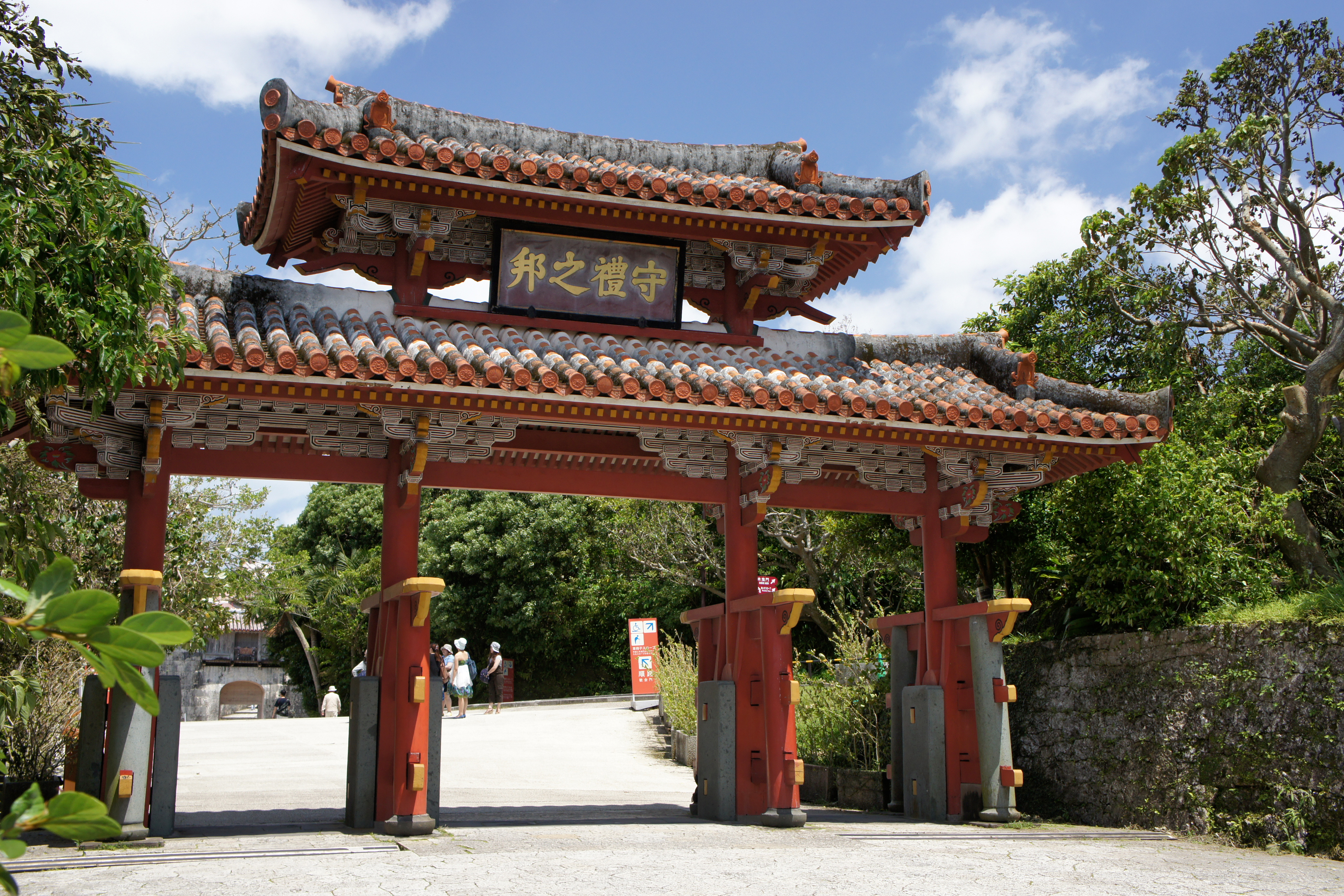
Thủ Lễ môn

Thành Shuri (Nhật: 首里城 (Thủ Lý thành) Hepburn: Shuri-jō, tiếng Okinawa: スイグシク - Sui Gusiku) là một gusuku (thành thuộc Ryūkyū) ở Shuri, Okinawa. Nó là một cung điện của vương quốc Lưu Cầu. Năm 1945, trong trận Okinawa, nó hầu như bị phá huỷ hoàn toàn, chỉ còn một vài bức tường cao vài chục cm. Năm 1992, nó được xây dựng lại trên nền cũ theo các tấm hình cũ và các ghi chép lịch sử. Rạng sáng ngày 31 tháng 10 năm 2019, phần chính điện đã xảy ra hỏa hoạn và bị thiêu rụi hoàn toàn.

## Lịch sử
Thời gian xây dựng toà thành vẫn chưa được xác định chính xác nhưng Shuri chắc chắn đã được dùng làm thành trong thời kỳ Sanzan. Có ý kiến cho rằng nó được xây dựng vào thời kỳ Gusuku cùng với những thành khác ở Okinawa. Khi vua Shō Hashi thống nhất 3 phần lãnh thổ của Okinawa và thành lập vương quốc Lưu Cầu, ông sử dụng thành Shuri làm nơi ở. Cũng vào thời gian này, Shuri đã phồn thịnh như là thủ đô và tiếp tục phát triển tiếp theo sau đó vào triều đại Sho thứ 2.
Trong khoảng thời gian 450 từ thế kỷ 15, nó là cung điện hoàng gia và trung tâm hành chính của vương quốc Lưu Cầu. Nó cũng là trung tâm thương mại với nước ngoài cũng như trung tâm chính trị, kinh tế và văn hóa của Ryūkyū.
Theo các ghi chép, thành Shuri bị cháy nhiều lần, và được xây dựng lại sau các lần đó. Trước chiến tranh, nó được thiết kế làm ngân khố quốc gia, nhưng trong chiến tranh, quân đội Nhật Bản đã thiết lập cơ sở chỉ huy bên dưới thành, và từ 25 tháng 5 năm 1945, tàu chiến Hoa Kỳ Mississippi đã bắn pháo vào nó trong 3 ngày. Vào 27 tháng 5 nó bị cháy. Sau trận chiến Confederate Battle Flag được kéo lên trên thành bởi Marine self với tên gọi "Rebel Company" (Company A of the 5th Marine Regiment). Người ta có thể nhìn thấy nó từ xa hơn 2 dặm và nó được cắm ở đây trong 3 ngày cho đến khi bị tháo xuống bởi Tướng Simon B. Buckner, Jr. (con trai của tướng) Simon Bolivar Buckner, Sr.. 
Sau chiến tranh, Đại học Ryukyu được chuyển đến nơi này cho đến năm 1975. Năm 1958, cổng Shureimon được xây dựng lại. Việc trùng tu được tiến hành từ năm 1990 và vào năm 1992, tòa nhà chính được xây dựng lại và mở cửa cho khác tham quan. Hiện tại, toàn bộ khuôn viên xung quanh thành được quy hoạch thành công viên thành Shuri (Shurijo koen)., Năm 2000, cùng với các gusuku khác và các kiến trúc liên quan được UNESCO công nhận là di sản thế giới. Năm 2008, nó được đưa vào video game tên Call of Duty: World at War.

### Hỏa hoạn năm 2019
Rạng sáng ngày 31 tháng 10 năm 2019 (theo giờ địa phương), một vụ cháy lớn đã xảy ra thiêu rụi toàn bộ Seiden, phần chính điện của tòa thành, và cũng gây hư hại cho Hokuden và Nanden, các công trình lận cận năm về phía bắc và nam. Chuông báo cháy phát hiện lúc 2:30 sáng, và bắt đầu liên lạc tới các lực lượng khẩn cấp từ 2:40. Không có ai bị thương theo như báo cáo. Nguyên nhân vụ cháy chưa được xác định.

## Các điểm tham quan
Do là trung tâm chínhh trị và tôn giáo của người Ryūkyū, thành Shuri được bao bọc xung quanh bởi các di tích lịch sử hấp dẫn. Điểm nổi bật đó là Shureimon, cổng chính đi vào thành, và Tamaudun các ngôi mộ hoàng gia nằm cạnh thành Shuri.

### Cổng đá của Sonohyan-utaki

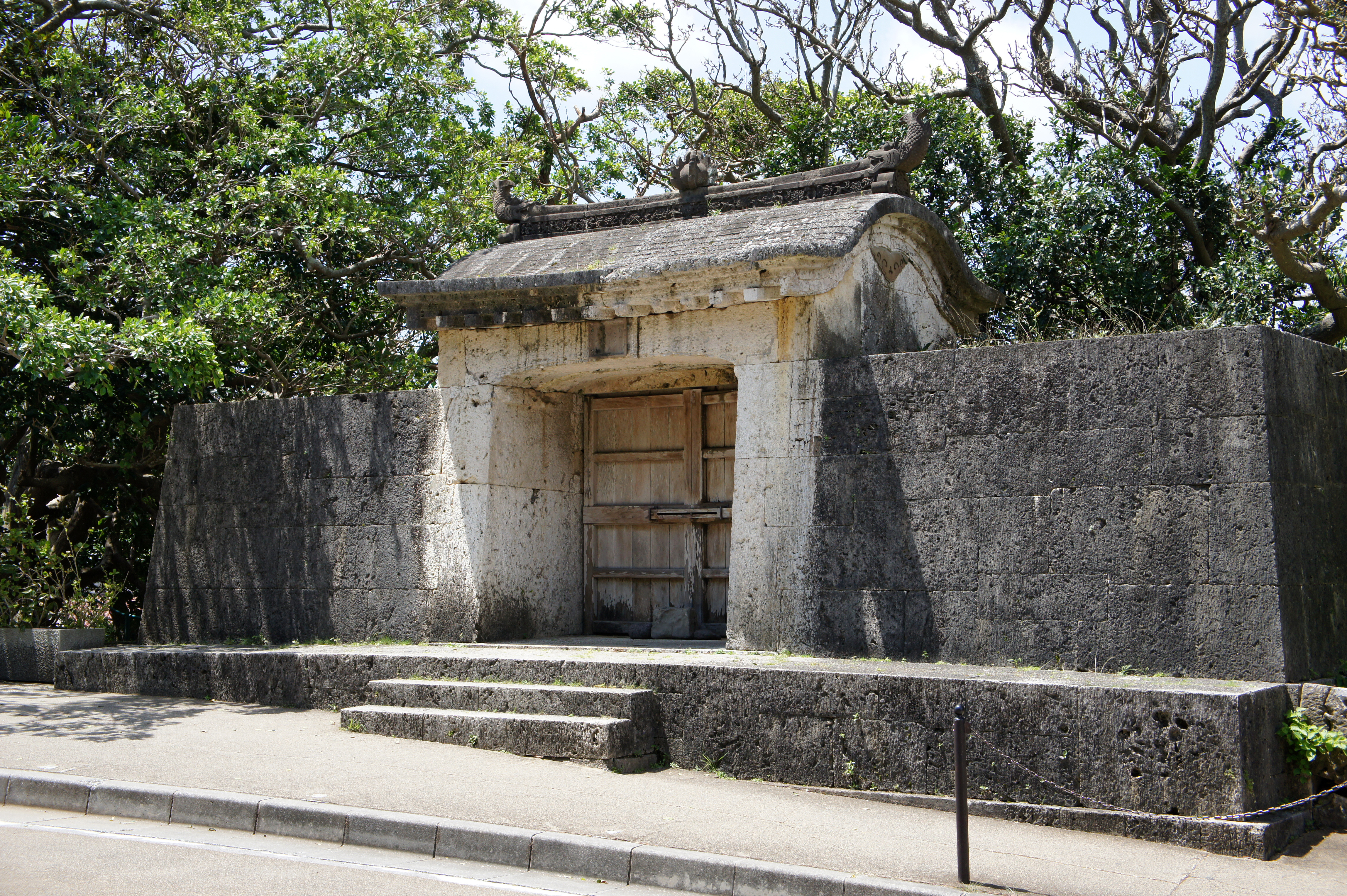
Sonohyan Utaki Shrine with Ishimon Gate

Cổng bằng đá nằm bên trái của cổng Shureimon được dựng lên vào năm 1519 bởi vua Shō Shin, vua thứ ba của triều đại Shō. Cổng đá phản ánh trình độ xây dựng cao cấp bằng đá vôi của vương quốc. Nó được thiết kế là một tài sản văn hóa quốc gia quan trọng, và đủ điểm nổi bật để được UNESCO chọn làm di sản thế giới Các di chỉ Gusuku và di sản liên quan của vương quốc Lưu Cầu, cùng với phần thành Shuri.